# Oxybelis fulgidus
Oxybelis fulgidus är en ormart som beskrevs av Daudin 1803. Oxybelis fulgidus ingår i släktet Oxybelis och familjen snokar. Inga underarter finns listade i Catalogue of Life.
Arten förekommer i Central- och Sydamerika från Mexiko till Bolivia och Brasilien. Honor lägger ägg.